# Архіпелаг Кракатау
Архіпелаг Кракатау (індонез. Kepulauan Krakatau, англ. Krakatoa archipelago) — невеликий незаселений архіпелаг вулканічних островів, утворений стратовулканом Кракатау у Зондській протоці, який розташований між значно більшими островами Ява та Суматра.

## Загальні відомості
Станом на 2018 рік архіпелаг складається з чотирьох основних островів: Верлатен (він же Сертунґ), Ланґ (він же Кракатау Кесіл, або Панджанґ), Раката (він же Великий Кракатау) та вулканічно активного Анак Кракатау («дитя Кракатау»). Разом острови є частиною системи індонезійської острівної дуги — Зондські острови, створеної внаслідок субдукції Індо-Австралійської плити на північний схід. Як частина динамічної вулканічної системи, острови постійно змінювали форму протягом усієї зареєстрованої історії, особливо під час виверження Кракатау в 1883 році.
В адміністративному плані архіпелаг Кракатау повністю лежить в межах індонезійської провінції Лампунг. З 1980 року архіпелаг є частиною національного парку Уджунг Кулон, який в 1992 році був визнаний ЮНЕСКО об'єктом всесвітньої спадщини.

## Геологія

Зміна рельєфу і розмірів після виверження 1883 року

Кракатау — активний стратовулкан, розташований в Індонезії і лежить на крайньому західному краю Тихоокеанського вогняного кільця. Кракатау — надзвичайно потужний вулкан, виверження 1883 року є одним з наймасштабніших, найнебезпечніших та найбільш руйнівних вулканічних подій за всю історію, яка була зафіксована.

## Географія

### Сучасні острови

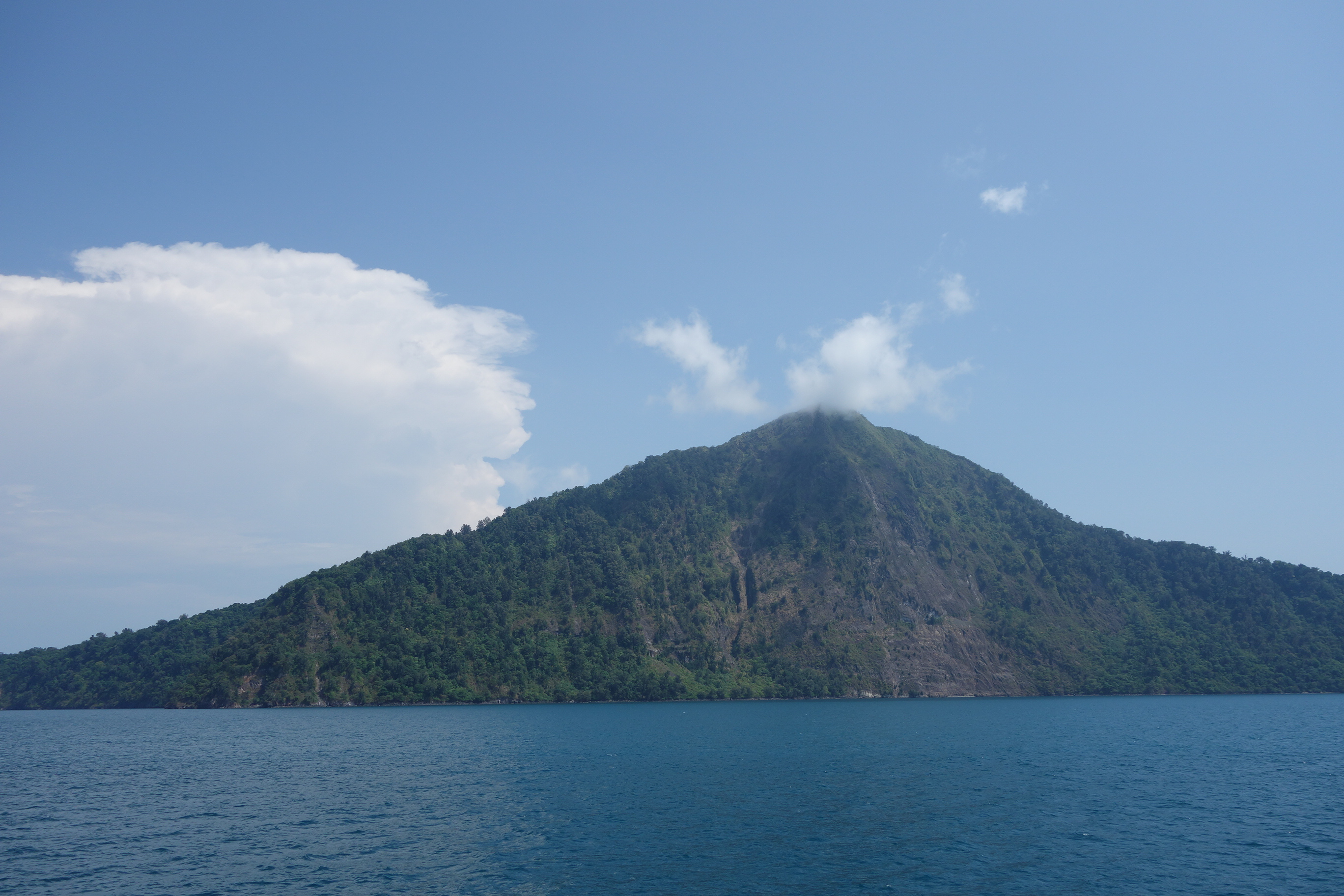
Острів Раката, архіпелаг Кракатау

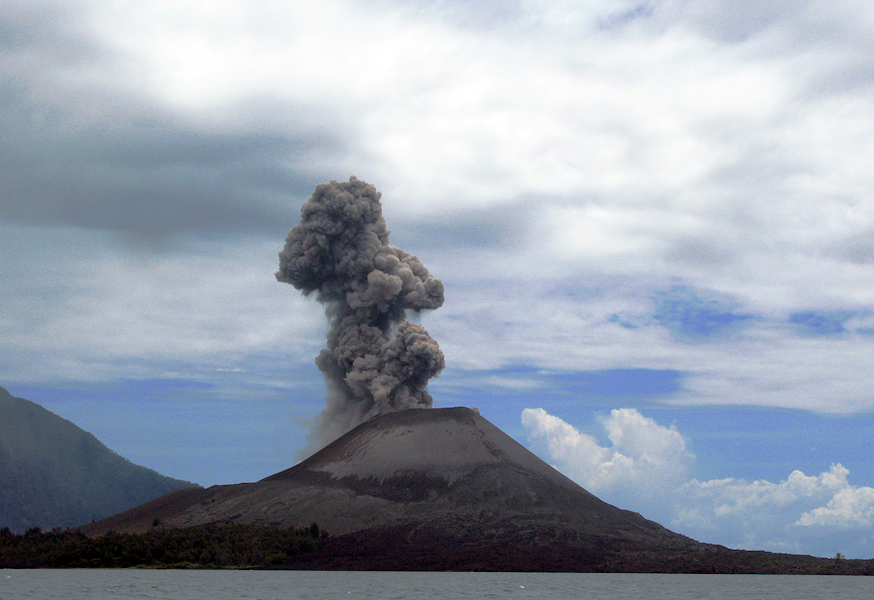
Вулкан Анак Кракатау

- Острів Верлатен (він же Сертунг) — досить низький острів із пагорбом посередині. За винятком незначного обвалення на південному сході (найближчого до головного острова Кракатау), Верлатен зазнав незначних руйнувань в результаті виверження 1883 року. Натомість він зріс майже в 3 рази за площею через викиди та осідання пемзи, хоча більша частина приросту швидко була розмита хвилями. Після виверження 1883 року на острові була утворена низька коса землі на північному сході із солонуватим озером ближче до кінця. Це озеро стало притулком для водоплавних птахів, але з тих же пір, через водну ерозію, воно було прорвано хвилями.
- Острів Ланґ (він же Кракатау Кесіл, або Панджанґ) — Ланґ, навпаки, досить горбистий. Він лише незначно постраждав від виверження 1883 року; площа його значно виросла від масового випадання пемзи, хоча більша частина додаткової площі змилася морем протягом декількох років.
- Раката (він же Великий Кракатау) — з найбільшою висотою 813 метрів, це був найбільший і найпівденніший з трьох колишніх вулканічних конусів, що утворили нині «Великий Кракатау» (іншими були Данан і Пербоєватан) і єдиний, який не був повністю знищений під час виверження 1883 року. Однак в результаті виверження Раката втратив свою північну половину, залишивши тільки південну частину. Оголений обрив дуже вражає візуально, частково він має вигляд великої відкритої дамбу, що закінчувалася великим лінзоподібним виступом в середині майже вертикального обриву, що є нічим іншим, як залишками колишньої стіни кратера Кракатау. Цей об'єкт отримав назву «Око Кракатау».
- Анак Кракатау («Дитя Кракатау») — після виверження 1883 року лавовий купол Кракатау був цілком під поверхнею океану. Однак у грудні 1927 року виверження призвело до утворення нового острова, що піднявся над поверхнею води. Спочатку виверження відбувалися з викидом пемзи і попелу, і тому цей острів і два інших острівці були швидко розмиті хвилями моря. Але врешті-решт в серпні 1930 року кратер вулкана пробивши поверхню води, створював потоки лави швидше, ніж хвилі моря могли їх розмити. Новоутворений острів одержав ім'я Анак Кракатау (що означає «Дитя Кракатау» на малайській та індонезійській мовах).

| Назва острова                             | Координати                                                             | Максимальнависота, м | Площа,км² |
| ----------------------------------------- | ---------------------------------------------------------------------- | -------------------- | --------- |
| Острів Верлатен (Сертунг)                 | 06°05′43″ пд. ш. 105°22′40″ сх. д. / 6.09528° пд. ш. 105.37778° сх. д. | 182                  | 7,7       |
| Острів Ланґ (Кракатау Кесіл або Панджанґ) | 06°05′44″ пд. ш. 105°27′13″ сх. д. / 6.09556° пд. ш. 105.45361° сх. д. | 132                  | 2,6       |
| Острів Раката (Великий Кракатау)          | 06°09′14″ пд. ш. 105°25′39″ сх. д. / 6.15389° пд. ш. 105.42750° сх. д. | 813                  | 10,2      |
| Анак Кракатау («Дитя Кракатау»)           | 06°06′07″ пд. ш. 105°25′24″ сх. д. / 6.10194° пд. ш. 105.42333° сх. д. | 288                  | 3,5       |

### Колишні острови
- Пулше-Гоед (нід. польський капелюх) — колишній невеликий скелястий острівець між островом Великий Кракатау та островом Ланґ, який був зруйнований у результаті виверження 1883 року. Назва, очевидно, походить від його зовнішнього вигляду з моря: гостро кутова точка, подібна до старовинних шапок, які носили поляки.
- Кальмаєр (іноді пишеться Кальмеджер) — колишній острів, створений з вулканічних продуктів внаслідок виверження Кракатау в 1883 році в протоці Себесі між островами Кракатау та Себесі[en], яка була досить мілкою (близько 20 метрів до виверження). Кальмаєр був дещо вищим, ніж ще один колишній острів — Стерс, приблизно на 6,5 метрів у найвищому місці. Ці два острови досить швидко були знищені морськими штормами. На час візиту Рогієра Вербека в жовтні 1883 року Кальмаєр розпався на приблизно півдюжини менших острівців і зник протягом двох років. Мілини, що носять цю назву, все ще залишаються.
- Стерс (острів) — колишній острів, створений із вулканічних продуктів після виверження Кракатау 1883 року в протоці Себесі між островами Кракатау та Себесі. Стерс був трохи більший за острів Кальмаєр, але його максимальна висота ніколи не перевищувала 3 метрів над рівнем моря. Він досить швидко був розмитий штормами і зник протягом двох років. Мілини, що носять цю назву, все ще залишаються.

## Галерея
|                                    |
| Карта Зондської протоки, Індонезія |

|                                            |
| Зміна архіпелагу Кракатау, між 1880 і 2005 |

|                                       |
| Народження Анак Кракатау близько 1928 |

|                                                           |
| Біогеографічна карта рослинного покриву архіпелагу (1992) |